# La Chapelle-sur-Furieuse
La Chapelle-sur-Furieuse är en kommun i departementet Jura i regionen Bourgogne-Franche-Comté i östra Frankrike. Kommunen ligger i kantonen Salins-les-Bains som tillhör arrondissementet Lons-le-Saunier. År 2022 hade La Chapelle-sur-Furieuse 299 invånare.

## Befolkningsutveckling
Antalet invånare i kommunen La Chapelle-sur-Furieuse
Referens:INSEE